# Prieuré Sainte-Croix de Lavoûte-Chilhac
Le prieuré Sainte-Croix de La Volte est fondé en 1025 par Odilon de Mercœur, abbé de Cluny, et sa famille, à Lavoûte-Chilhac, dans la Haute-Loire.

## Historique
Le 14 septembre 1025, est signée la charte de fondation du monastère par Odilon de Mercœur et les membres de sa famille le jour de la fête de l'Exaltation de la Sainte-Croix :

« Moi, Odilon, je désire et je veux que dans la suite des temps, ce coin de terre, mon pays natal, soit connu de mes concitoyens mais aussi des étrangers. Nous avons décidé, avec mes frères, d'y construire un petit monastère sur une de nos petites propriétés qui s'appelle « La Volte » »

La charte :
- précise les biens cédés à la fondation du monastère par les donateurs (environ 300 hectares),
- rappelle la consécration de l'oratoire Saint-Denys pour les fidèles du voisinage en attendant la fin de la construction de l'église du monastère [dont les restes sont conservés dans le presbytère].
- indique que la construction du monastère est destinée « à obtenir bonté et miséricorde » pour les vivants et les morts de la famille de Mercœur, le repos des âmes des frères d'Odilon, de son père Béraud et de son grand-père Ithier,
- soumet le monastère à l'ordre de Cluny et veut que l'ordre en ait un soin particulier.

L'agglomération de Lavoûte est rattachée à la paroisse de Saint-Cirgues, village natal d'Odilon.
Ce projet avait été décidé plus tôt, mais la mort des frères d'Odilon - Beraud, prévôt du chapitre cathédral du Puy, avant 1021, Étienne, l'aîné, Ébon et Bertrand - l'a retardé. Odilon reprend le projet avec ses neveux Beraud, fils d'Ébon, Beraud, fils de Bertrand et Étienne II de Thiers, prévôt de la cathédrale du Puy, qui devient évêque du Puy entre 1031 et 1053. Ils dotent le prieuré de biens importants. Il va avoir cinq prieurés dans sa dépendance : Saint-Médard de Saugues, Saint-Martin d'Alleyras, Saint-Jean-Lachalm, Saint-Privat de Reilhac, Sainte-Marie de Rochefort près de Saint-Poncy (Cantal).
En 1040 a été rédigée la charte dite brève par un moine du monastère.
1045, fin de la construction du prieuré
En 1053, Étienne II de Thiers, évêque du Puy, neveu d'Odilon par sa mère Relinde de Mercœur, est enterré au prieuré de Lavoûte.
En 1192, l'évêque de Clermont concède à Èble, prieur de Lavoûte, le droit de nommer le chapelain à la maladrerie Sainte-Marie-Madeleine, à Lavoûte-Chilhac.
La famille de Mercœur passe un accord en 1288 avec l'abbaye de Cluny : les Mercœur conservent la « haute justice » et le droit de garde sur toutes les terres du monastère et le prieur détient la « moyenne et basse justice » à Lavoûte et les revenus des biens extérieurs à la ville.
Lors de la visite canonique de 1294, il n'existe pas d'infirmerie dans le monastère. Le prieur Dom Hugues promet d'en aménager une.
En 1317, après la fondation de nouveaux évêchés, le monastère qui dépendait de l'évêché de Clermont est rattaché à celui de Saint-Flour.
Une troupe de 2000 "routiers" s'emparent du château de Saint-Cirgues, en 1365, qui appartient à la famille de Mercœur pour piller la région. Le prieur fait appel à la famille de Polignac pour chasser ces pillards. Le château est détruit et ne sera pas reconstruit.
L'abbé de Cluny décide alors la construction de 3 tours de défense du monastère.
En 1411, lors d'un chapitre général, Dom Guillaume d'Auvergne présente un programme de « réparations urgentes à faire à l'église dont un angle menace de s'effondrer ». Mais le prieuré n'a pas de moyens pour entreprendre les travaux.
Le prieur Vénérand de la Fage (1419-1431) décide de reconstruire l'église priorale. L'abbé de Cluny est Robert de Chaudesolle qui avait été son condisciple au prieuré de Sauxillanges.
En 1437, au chapitre général, il est noté « que malgré des réparations importantes effectuées à l'église du prieuré, celle-ci continue à se dégrader et à menacer ruine ». C'est le neveu de Vénérand, Barthélémy de la Farge, qui est le nouveau prieur depuis 1431. Mais il avait dû démissionner à cause d'un différend et ne retrouve sa charge qu'en 1449.
Entre 1460 et 1472, Jean de Bourbon, abbé de Cluny et évêque du Puy charge le prieur Barthelemy de la Farge (de 1441 à 1467) puis Jacques de Moussiac (de 1467 à 1484) de construire une nouvelle église dans le style gothique pour remplacer l'église romane. Une partie des murs côté sud fut réutilisée.
Le vantail gauche d'une porte de l'église romane a été conservé. Il porte l'inscription Hic tibi, rex regnum, condidit Odilo templum, agminibus superis, quem miscuit arbiter orbis - « Ici pour toi, roi des rois, Odilon a construit ce sanctuaire, lui que le maître du monde a désormais réuni aux troupes célestes ».
En 1471 un chapitre général se réunit à Lavoûte. On peut donc admettre que les travaux de reconstruction de l'église priorale sont terminés.
Le 8 juillet 1496, découverte dans l'Allier près du pont, par deux enfants, de l'image d'une petite Vierge dans un galet. Cette Vierge est depuis vénérée sous le vocable de Notre-Dame Trouvée.
L'abbé commendataire du monastère, monseigneur François de Nesmond, signe un Concordat de Réforme avec l'abbaye de Cluny en 1671. Ce concordat a pour but de rétablir la discipline et de préciser les biens, droits et revenus du prieuré, l'utilisation des locaux conventuels, la répartition des charges et redevances entre les moines et le prieur.
Adoption de la réforme monastique dite « de l'Étroite Observance ».
Les bâtiments du prieuré sont dans un triste état en 1747. L'abbaye de Cluny charge l'architecte clermontois Antoine Deval d'entreprendre la construction de nouveaux bâtiments.

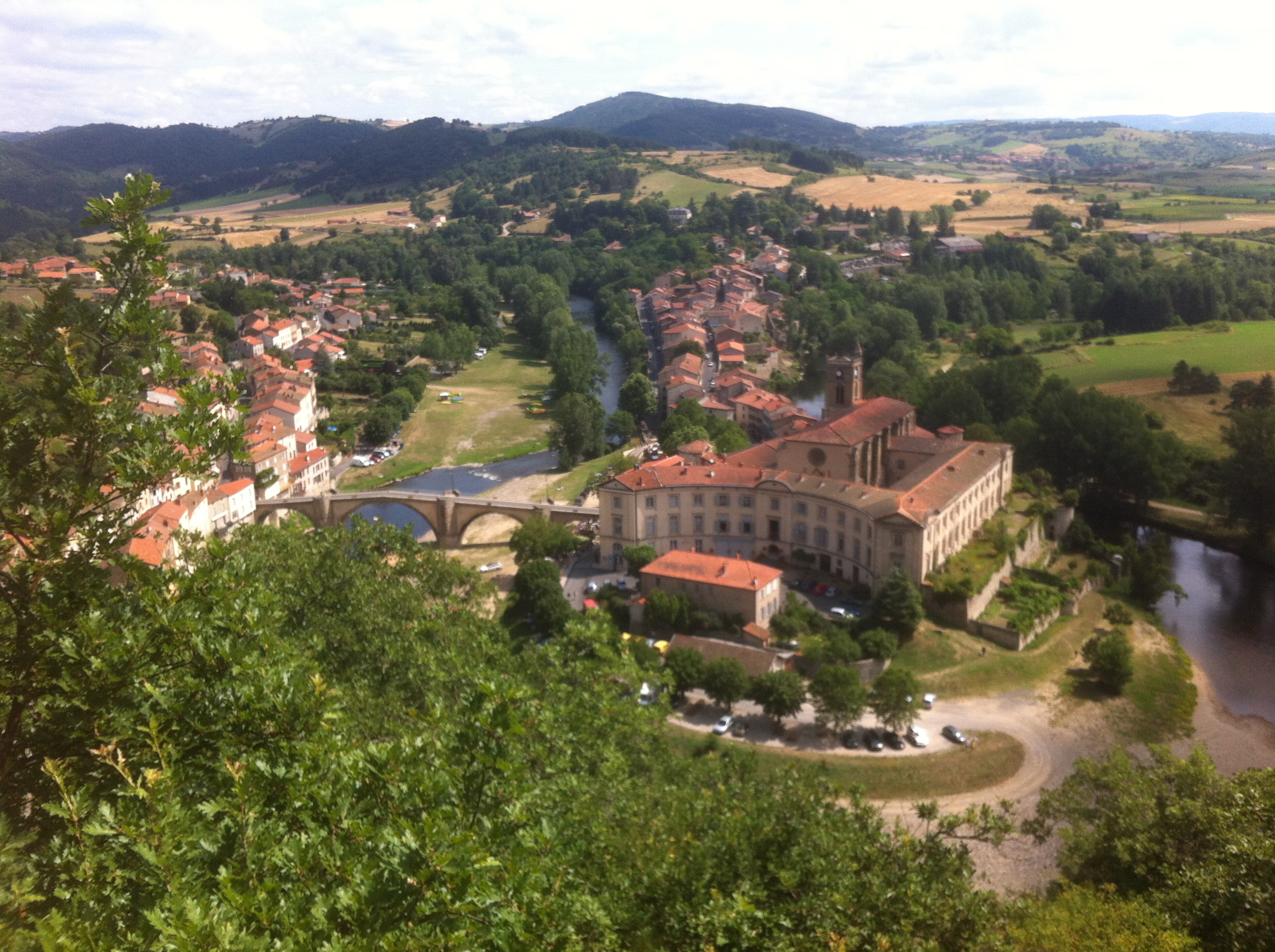
Les bâtiments du prieuré reconstruits au XVIII dans une boucle de l'Allier entourent l'église

De 1778 à 1790, construction des bâtiments de la place du "Fer à Cheval" disposés suivant un tracé elliptique. La Révolution ne permet pas de terminer la réalisation de tous les bâtiments prévus.
En 1790, l'Assemblée nationale vote la Constitution civile du clergé et met tous les biens ecclésiastiques à la disposition de la Nation. Le monastère est fermé.
Le 14 mai 1790, vente des biens nationaux aux municipalités et revente par celles-ci aux particuliers.
L'évêque du Puy, Thomas-François Boutry, couronne la statue Notre-Dame Trouvée au cours d'un pèlerinage, le 6 juillet 1913.
Début de la restauration des bâtiments en 1965.

## Protections
Le prieuré bénéficie de multiples protections au titre des monuments historiques :
- Un classement en 1862 pour son église abbatiale
- Un classement en 1889 pour l'enceinte du prieuré
- Une inscription en 1937 pour « L'ancienne abbaye des Bénédictins »
- Un classement en 2001 pour les bâtiments du prieuré